# Kanybek Dżołczubekow
Kanybek (Kalybek) Dżołczubekow (kirg. Каныбек Жолчубеков; ur. 8 października 1989) – kirgiski zapaśnik w stylu klasycznym. Zajął piąte miejsce w  mistrzostwach świata w 2017. Drugie miejsce na igrzyskach azjatyckich w 2010 i 2018; siódme w 2014. Zdobył sześć medali na mistrzostwach Azji w latach 2010 – 2018. Mistrz świata i Azji juniorów w 2008. Akademicki mistrz świata z 2014 i 2016. Wygrał Igrzyska Solidarności Islamskiej w 2017 roku.